# Eppenhausen

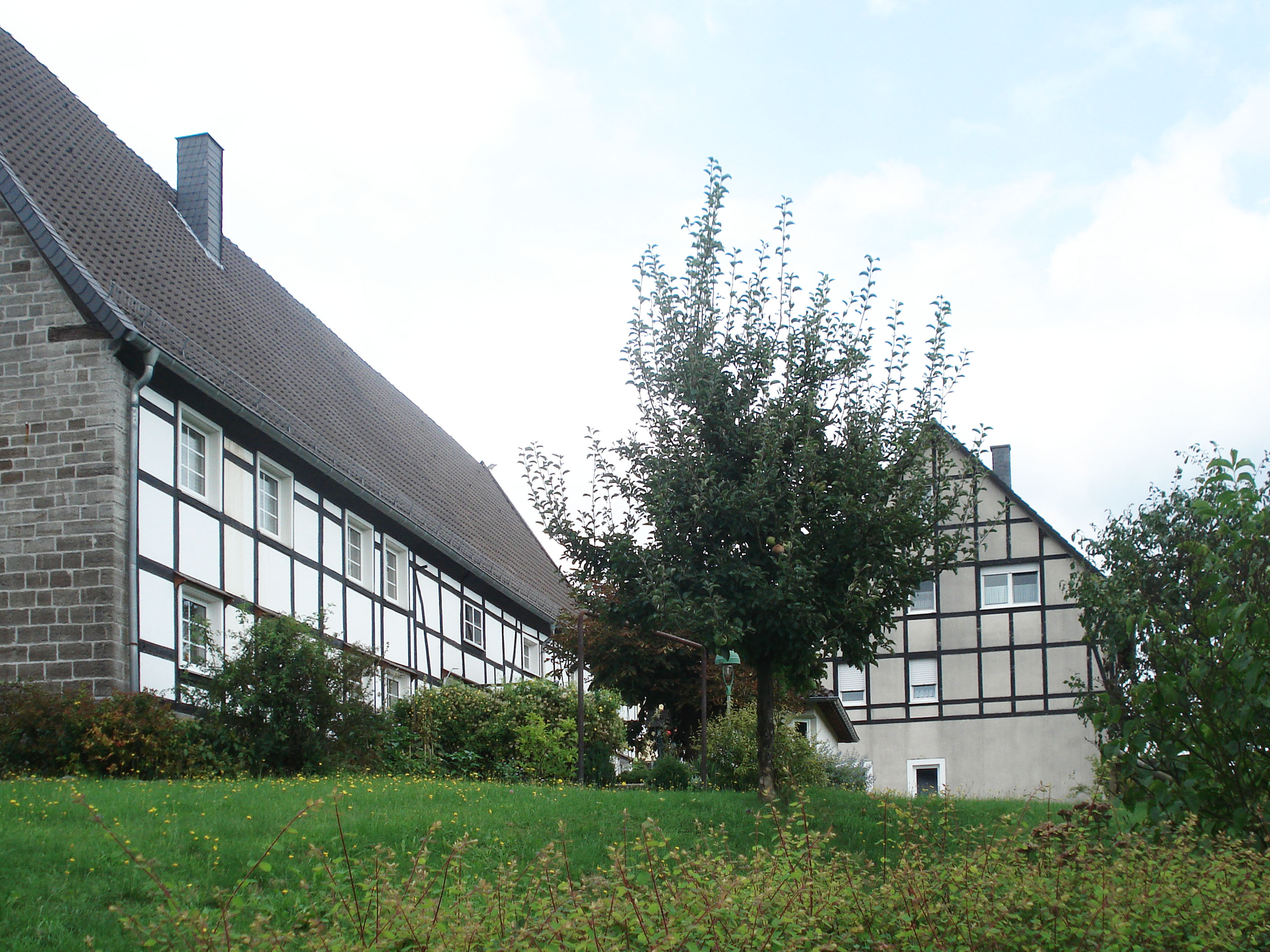
Teimanns Hof in Eppenhausen

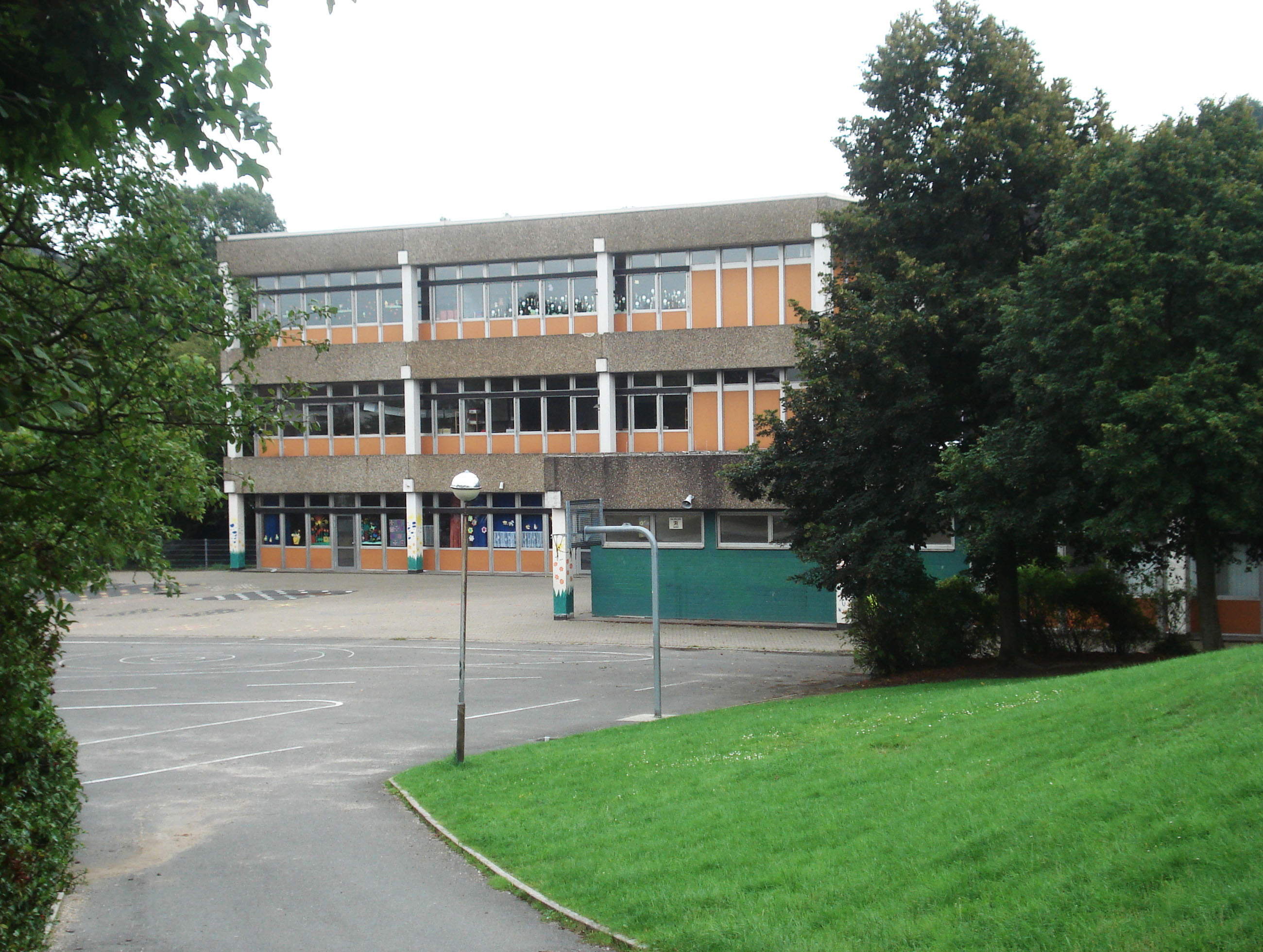
Grundschule Boloh in Eppenhausen

Eppenhausen ist ein Stadtteil im Stadtbezirk-Mitte der kreisfreien Großstadt Hagen in Nordrhein-Westfalen.

## Geschichte
Die Anfänge Eppenhausens liegen im Dunkel der Geschichte, der Name des Ortsteils lässt darauf schließen, dass hier eine Hofstelle bestanden hat, die einem Eppo oder Eppinc gehörte und nach ihm benannt wurde. Flöer umschreibt den Ortsnamen mit „bei den Häusern des Eppo“.
Erstmals wurde Eppenhausen 1229 als Eppenhusen in dem Güter- und Einkünfteregister des Frauenkonvents und späteren adligen Damenstifts Herdecke erwähnt. Im Lehnsregister der Edelherren von Volmerstein wird im 13. und 14. Jahrhundert auch eine niederadelige Familie von Eppenhusen belehnt geführt. Zuletzt im Jahre 1373 mit dem Ritter Goswyn van Eppenhusen, dessen Siegel und Wappen überliefert sind.
Um 1400 hatte der Graf von der Mark Rechte in der Eppenhuser marke. Nach der Teilung der westfälischen Marken 1450 umfasste die „Eppenhauser Mark“ die heutigen Stadtteile Halden, Herbeck, Eppenhausen, Emst und Delstern.
Eppenhausen war ehemals eine eigene Bauerschaft und gehörte im Kirchspiel und Gericht Hagen zur Grafschaft Mark. Im Schatzbuch der Grafschaft Mark von 1486 werden in der Eppenhuser Burschop von den 12 steuerpflichtigen Hofbesitzern ein Gert to Eppenhusen mit einer Abgabe von 4 Goldgulden und eine Katheryna to Eppenhusen mit 3 Goldgulden genannt.
Im Lehnsregister der Herren von der Recke-Volmerstein wurde 1598 Dael von Kalle (Haus Dahl) mit dem Hof zu Einhorst (Emst) und dem Zehnten zu Eppenhausen (Kaufsumme 40 Taler) belehnt. Außerdem Johan Hackenberg gen. Greve mit zwei Gütern in Eppenhausen.
Im Jahr 1746 wurden der Eppenhauser Nachbarstadt Hagen die Stadtrechte zugesprochen, im Jahr 1751 löste Friedrich der Große die Marken auf, so dass dies auch das Ende der Eppenhauser Mark bedeutete.
In den 1780er Jahren stellte der damalige Landrat Freiherr von Hövel auf Herbeck beim königlichen Hof in Berlin den Antrag, den "Eppenhauser Brunnen" auf Grund des dort zutage tretende heilkräftige Wasser als Heilwasser anzuerkennen. Auch nach der Ablehnung wurde der Brunnen – vor allem durch die Hohenlimburger Witwe Bettermann – bis in die 1870er Jahre als Gesundbrunnen angepriesen und Bäder verabreicht.
Im Jahr 1814 erhielt Eppenhausen eine eigene Postlinie und eine Poststation, 1898 wurde Eppenhausen zur selbstständigen Kirchengemeinde erklärt, und am 5. August 1900 führte die erste Straßenbahnlinie für die neue elektrische Straßenbahn von Hohenlimburg nach Eppenhausen, deren Betrieb erst 1975 eingestellt wurde.
Am 1. April 1901 wurde die Gemeinde Eppenhausen zusammen mit den Gemeinden Delstern und Eckesey in die Stadt Hagen eingemeindet, deren Bevölkerung so auf die Zahl von 68.402 Einwohnern anstieg.

## Gegenwart
Heute ist Eppenhausen Teil des Hagener Hochschulviertels (Bezirk 103) der Stadt Hagen, der im Juli 2018 eine Einwohnerzahl von 12.292 Menschen aufwies.
Im Wohnbezirk Eppenhausen lebten am 31. Dezember 2018 in 1086 Wohnhäusern mit 3148 Haushaltungen 6048 Einwohner.